# Шёблом, Марианне
Софие Марианне Шёблом (в замужестве — Пурин; швед. Sophie Marianne Sjöblom (Purin); 22 ноября 1933, Хельсинки — 10 октября 2014, Маланс) — финская фехтовальщица-рапиристка. Участница летних Олимпийских игр 1952 года.

## Биография
Марианне Шёблом родилась 22 ноября 1933 года в финском городе Хельсинки.
Выступала в соревнованиях по фехтованию за «Фяктаре» из Хельсинки. В 1954 году выиграла чемпионат Финляндии.
В 1952 году вошла в состав сборной Финляндии на летних Олимпийских играх в Хельсинки. В личном турнире рапиристок в группе 1/8 финала поделила 5-6-е места с Гердой Мюллер из Венесуэлы, проиграв все четыре проведённых поединка.
В 1953 году участвовала в чемпионате мира в Брюсселе.
Впоследствии поселилась в Швейцарии.
Умерла 10 октября 2014 года в швейцарской коммуне Маланс.

## Семья
Отец — Нильс Шёблом (1910—1993), финский фехтовальщик, судья. Участник летних Олимпийских игр 1948 и 1952 годов.
Брат — Нильс-Роберт Шёблом (род. 1931), финский фехтовальщик. Более чем 60-кратный чемпион Финляндии, президент Федерации фехтования Финляндии.